# La mariée mise à nu par ses célibataires, même
La mariée mise à nu par ses célibataires, même, ookwel bekend als Le Grand Verre, is een kunstwerk gecreëerd door Marcel Duchamp tussen 1915 en 1923 in New York. Het werk is opgebouwd uit twee verticaal opgehangen glaspanelen, met afmetingen van 277,5 cm bij 175,9 cm. Duchamp werkte intensief aan de bovenste helft, gewijd aan de bruid, gedurende ongeveer een jaar, gevolgd door de onderste helft, gericht op de vrijgezellen, in 1916 of 1917.
Het kunstwerk combineert elementen van toevalsprocedures, uitgezette perspectiefstudies en nauwgezet vakmanschap. Duchamp gebruikte materialen zoals loodfolie, smeltbare draad en stof tussen de glaspanelen. Het creatieve proces werd gekenmerkt door zijn nonchalante benadering, waarbij Duchamp erkende dat hij niet meer dan twee uur per dag aan het werk kon besteden. Het werk werd oorspronkelijk tentoongesteld in 1926 in het Brooklyn Museum, maar het raakte beschadigd tijdens het transport en werd bewust gebroken gelaten door Duchamp. Hij koos ervoor om de glasstukken niet te vervangen, maar ze met lijm aan elkaar te hechten. Tegenwoordig is het onderdeel van de permanente collectie van de Philadelphia Museum of Art.
De artistieke intenties van Duchamp zijn vastgelegd in La Boîte verte uit 1934, een verzameling notities en uitleg die als een soort gids fungeert voor het begrijpen van Le Grand Verre. Dit kunstwerk wordt beschouwd als een complex werk dat niet gemakkelijk te interpreteren is, en de notities van Duchamp dragen bij aan de ambiguïteit ervan.